# 台湾共和国旅券
台湾共和国旅券（たいわんきょうわこくりょけん）は、台湾独立運動の活動家により2001年3月から5月にかけて印刷された旅券。2001年5月17日の記者会見でブラジル等の査証が申請できたと発表しているが、中華民国政府は擬似旅券或いは玩具として見做し、各国へ政府承認の下発行されたものでなく実際の効力は存在しないと表明している。

## 事件
2001年3月15日、中華民国国策顧問の金美齢が中正空港で建国党秘書長黄玉炎より台湾共和国旅券を手渡され、台湾共和国旅券を行使しての帰国を教唆した。それを受け翌日新党立法委員の馮滬祥が台北地方法院検察署に対し金美齡及び黄玉炎を内乱予備罪で刑事告発した。馮滬祥は金美齡がこの旅券を公然と受領し、マスコミの前で旅券を掲示した点はすでに言論の自由の域を超え、刑法第100条に規定される内乱罪の予備段階であると主張、同時に検察に対し両者の出国制限を要求した。
5月17日、台湾共和国のスポークスマンを自称する高金郎が記者会見を開催し、アメリカ国籍台湾人の郭樹人名義の台湾共和国旅券はホンジュラス、エルサルバドル、ベリーズ、ニカラグアの査証が各国の駐ロサンゼルス領事館より発給されていると発表した。外交部は直ちに本旅券は法的に無効であると発表し各国に対し注意喚起を行った。と同時に台湾国内では住民が実在しない政府の旅券を作成したにすぎず、偽造等でもなく法的には問題が無いとの見解を示している（ただし領事館員に対する詐欺、有印公文書不実記載等で外国の法律に抵触する可能性がある）。発行機関はその後もブラジル査証の申請が認められたと発表しているが、政府声明の周知によりその現実性には疑問が持たれている。